# Llaneros de Guanare Fútbol Club
Il  Llaneros de Guanare Fútbol Club  è una società calcistica di Guanare, Venezuela. Milita nella Segunda División, la seconda divisione del campionato nazionale. Fu fondato il 26 agosto 1984.

## Palmarès

### Competizioni nazionali
- Segunda División: 3

1998-1999, 2010-2011, 2018

### Altri piazzamenti
- Segunda División:

Secondo posto: 1991-1992
- Torneo Aspirantes

2º classificato: 2001-2002